# Gabriel Soares (remador)
Gabriel Soares (Foz do Iguaçu, 22 de janeiro de 1997) é um remador italiano.

## Carreira
Soares representa a Itália desde 2015 em diversos tamanhos de barcos. Ele começou a competir em 2010 pelo clube US Bellagina, com Enrico Mooney. Depois mudou-se para o Gruppo Sport do MM Sabaudia, com Franco Sancassani. Ele estava na equipe vencedora do skiff quádruplo peso leve masculino no Campeonato Europeu em 2019 e 2020 e venceu o skiff simples peso leve masculino no Campeonato Europeu em 2021.
Nos Jogos Olímpicos de Verão de 2024, em Paris, conquistou a medalha de prata na competição de skiff duplo leve masculino, ao lado de Stefano Oppo com o tempo de 6:13.33.